# Кузів Іван
Іван Кузів  (30 січня 1857, с. Горуцько, нині Гірське, Австрійська імперія — 29 вересня 1918, с. Дидьова, Австро-Угорщина) — український греко-католицький священник, етнограф.

## Життєпис
Іван Кузів народився 30 січня 1857 року в селі Горуцькому, нині Гірське Миколаївської громади Стрийського району Львівської области України.
Навчався в Львівській гімназії № 4. Закінчив Греко-католицьку духовну семінарію. 1884 року рукопокладений в сан священника. Служив на парафії с. Дидьова Бещадського повіту (1885—1888, адміністратор; 1888—1918, парох). Був деканом Затварницького деканату (1918).
У домі о. Кузіва гостювали Іван Франко (назвав священника «видатним етнографом і добрим знавцем бойків»), Дем'ян Гладилович, Володимир Гнатюк, Федір Вовк, Осип Маковей. Листувався з І. Франком.
Помер 29 вересня 1918 року в родинному селі.

## Родина
Дружина о. Івана Кузіва померла через кілька тижнів після
одруження. Жив разом з тещею та її трьома доньками.

## Доробок
Автор статті «Життя, буття, звичаї і обичаї гірського народу» (1889, Зоря).